# Мак-Кинли (округ)
Мак-Ки́нли (англ. McKinley) — округ в штате Нью-Мексико, США. Столица — Галлап. По данным переписи за 2010 год число жителей округа составляло 71 492 человека. Округ был создан в 1901 году.
Мак-Кинли является одним из округов с наиболее высоким уровнем смертей, связанных с алкоголем (превышает более чем в 3 раза средний уровень по США): 123,8 на 100 000 населения.

## Географическое положение
Расположен в западной части штата на границе со штатом Аризона. По данным Бюро переписи населения США округ Мак-Кинли имеет общую площадь в 14 128 квадратных километров. Части округа входит в резервацию Навахо-Нейшен и резервацию индейцев Зуни.

## Население
| Год переписи | Нас.  |  | %±    |
| ------------ | ----- |  | ----- |
| 1910         | 12963 |  | —     |
| 1920         | 13371 |  | 3,1%  |
| 1930         | 20643 |  | 54,4% |
| 1940         | 23641 |  | 14,5% |
| 1950         | 27451 |  | 16,1% |
| 1960         | 37209 |  | 35,5% |
| 1970         | 43208 |  | 16,1% |
| 1980         | 56449 |  | 30,6% |
| 1990         | 60686 |  | 7,5%  |
| 2000         | 74798 |  | 23,3% |
| 2010         | 71492 |  | −4,4% |
| 2016         | 74923 |  | 4,8%  |

В 2010 году на территории округа проживало 71 492 человека (из них 48,4 % мужчин и 51,6 % женщин), насчитывалось 21 968 домашних хозяйства и 16 219 семей. В округе только один город Галлап, остальные населённые пункты — статистически определённые местности. Расовый состав: белые — 15,2 %, афроамериканцы — 0,5 %, коренные американцы — 75,5 %, азиаты — 0,8 % и представители двух и более рас — 3,1 %. 13,3 % населения были латиноамериканцами.
Население округа по возрастному диапазону по данным переписи 2010 года распределилось следующим образом: 31,3 % — жители младше 18 лет, 5,5 % — между 18 и 21 годами, 53,7 % — от 21 до 65 лет и 9,5 % — в возрасте 65 лет и старше. Средний возраст населения — 30,7 лет. На каждые 100 женщин в Мак-Кинли приходилось 93,9 мужчин, при этом на 100 совершеннолетних женщин приходилось уже 90,2 мужчин сопоставимого возраста.
Из 21 968 домашних хозяйств 73,8 % представляли собой семьи: 40,8 % совместно проживающих супружеских пар (19,2 % с детьми младше 18 лет); 24,5 % — женщины, проживающие без мужей и 8,6 % — мужчины, проживающие без жён. 26,2 % не имели семьи. В среднем домашнее хозяйство ведут 3,22 человека, а средний размер семьи — 3,82 человека. В одиночестве проживали 22,4 % населения, 7,0 % составляли одинокие пожилые люди (старше 65 лет).

## Экономика
В 2015 году из 54 259 трудоспособных жителей старше 16 лет имели работу 22 979 человек. В 2014 году медианный доход на семью оценивался в 35 906 $, на домашнее хозяйство — в 29 272 $. Доход на душу населения — 12 882 $. 32,5 % от всего числа семей в Мак-Кинли и 38,1 % от всей численности населения находилось на момент переписи за чертой бедности.